# 金竹山镇
金竹山镇，是中华人民共和国湖南省娄底市冷水江市下辖的一个乡镇级行政单位。

## 行政区划
金竹山镇下辖以下地区：
坪塘社区、金竹山社区、木山坳社区、太主山社区、太中社区、金山社区、当正村、东风村、合坪村、恒星村、金竹村、麻溪村、太中村、新田村、杨桥村、杨源村、振兴村和资江村。